# The Woman Game
The Woman Game er en amerikansk stumfilm fra 1920 af William P. S. Earle.

## Medvirkende
- Elaine Hammerstein - Amy Terrell
- Jere Austin - Andrew Masters
- Louis Broughton - Davenport
- Florence Billings - Mrs. Van Trant
- Charles Eldridge - Jacky Van Trant
- Ida Darling - Mrs. Smythe-Smythe
- Blanche Davenport - Mr. Terrell
- James W. Morrison - Leonard Travers
- Charles Duncan